# 今井みどり
今井 みどり（いまい みどり、1995年〈平成7年〉6月7日 - ）は、日本のグラビアモデル、レースクイーン。埼玉県出身。イー・スマイル所属。愛称は「ミタン」。

## 来歴
高校卒業後は自動車ディーラーの受付でアルバイトをしていたが、知人の紹介でイベントコンパニオンの仕事を始め、2016年「EXEDY Racing Girls」としてSUPER GTとD1 GRAND PRIXの2カテゴリーでレースクイーン活動を開始。同年の鈴鹿8耐では、au&テルル Kohara RTのレースクイーンを務めた。
2017年、ハーツインターナショナルからイー・スマイルに事務所を移籍。この年はSUPER GT「Weds Sport RACING PROJECT BANDOH」レースクイーンの他、スーパーフォーミュラでは「KONDO Racing raffinee lady」（ラフィーネレディ）としても活動。以後2018年・2019年・2020年と歴代最長の4年連続でraffinee ladyを務めた。D1 GRAND PRIXの公式イメージガールユニットに当たる「D-LOVEits」としての活動もあった。
2018年のSUPER GTでは「KeePer Angels」としてLEXUS TEAM KeePer TOM'Sのレースクイーンを務める。2019年も引き続きKeePer Angelsを務め、サンケイスポーツ主催の『サンスポ レースクイーンAWARD 2019』では準グランプリを受賞した。
2020年はSUPER GT「ZENT sweeties」メンバーとして同年度のリーダーを務めたが、コロナ禍の影響でレースの開幕が遅れ、コスチュームのお披露目イベントも同年6月上旬と遅かった。
2021年はGT500クラスの「ROOKIE Racing」をENEOSがスポンサードすることから、2015年以来6年ぶりとなる「ENEOS GIRLS」を事務所の後輩である日南まみと共に担当。翌2022年のSUPER GTでも日南と共に「ENEOS GIRLS」を継続した。
2022年1月15日に発表された『日本レースクイーン大賞2021』では大賞受賞者5名の中に入ったが、グランプリ受賞はならなかった。
2023年はWedsの相方だった木村理恵と「ARTA GALS」で6年ぶりに共働する他、スーパー耐久では原あゆみと共に「CATACLEAN Twins」としてST-1クラス・KsフロンティアKTMカーズのRQを務めた。また同年6月9日 - 11日には、『東京オートサロン・クアラルンプール』のイメージガールに当たる“J-girls”の一員として参加した。
2023年9月1日、自身のSNSにおいてレースクイーンを引退することを発表。同年11月25日開催のイベント『ARTA GALS NIGHT Vol.2〜Grad Party〜』をもってARTA GALSとしての活動を終えた。

## 人物
- 趣味は美容巡り、サウナ、旅行[雑誌 2]。
- 辛い物が好きで、SUPER GTのタイ戦参加時にはタイ料理を味わうほどである[22]。
- 中学時代はバレーボール部に入っていた[雑誌 2]。他にピラティスも得意[雑誌 4]。また2021年秋からは「GTバーディーズ」の一員としてゴルフにも挑戦している[雑誌 4]。
- ARTA GALS時代に熱中症を経験してしまい、「レース翌日の月曜日には疲れが出て起きられなかった」と述懐している[4]。

## レースクイーン歴
| 年            | カテゴリー                | チーム名                                       | 他メンバー                                            |
| ------------- | ------------------------- | ---------------------------------------------- | ----------------------------------------------------- |
| 2016年        | SUPER GT D1グランプリ     | EXEDY Racing Girls                             | 朝倉恵理子、霧島聖子、大谷芽衣                        |
| 2016年        | 鈴鹿8時間耐久ロードレース | au&テルル Kohara RTレースクイーン              | 宮本サキ                                              |
| 2017年        | SUPER GT                  | Weds Sport RACING PROJECT BANDOHレースクイーン | 木村理恵                                              |
| 2017年        | スーパーフォーミュラ      | KONDO Racing「raffinee lady」                  | 千葉悠凪、西村いちか、瀬野ユリエ                      |
| 2017年        | D1グランプリ              | オフィシャルイメージガール「D-LOVEits」        | あべみほ、霧島聖子 藤谷彩香、大沢真理恵               |
| 2018年        | SUPER GT                  | LEXUS TEAM KeePer TOM'S 「KeePer Angels」      | 藤高つばさ                                            |
| 2018年        | スーパーフォーミュラ      | KONDO Racing「raffinee lady」                  | 西村いちか、林紗久羅、廣川エレナ                      |
| 2019年        | SUPER GT                  | LEXUS TEAM KeePer TOM'S「KeePer Angels」       | 中村このみ                                            |
| 2019年        | スーパーフォーミュラ      | KONDO Racing「raffinee lady」                  | 林紗久羅、清瀬まち、中村比菜                          |
| 2019年        | スーパー耐久              | MP Racing「MPエンジェル」                      | 香月わかな、宮瀬七海、雪音まりな                      |
| 2020年        | SUPER GT                  | TGR TEAM ZENT CERUMO 「ZENT sweeties」         | 高橋菜生、桜田莉奈、藤永妃央、美月                    |
| 2020年        | スーパーフォーミュラ      | KONDO Racing「raffinee lady」                  | 林紗久羅、原あゆみ、松田蘭                            |
| 2021年 2022年 | SUPER GT                  | TGR TEAM ENEOS ROOKIE 「ENEOS GIRLS」          | 日南まみ                                              |
| 2023年        | SUPER GT                  | ARTA GALS                                      | 木村理恵、はらことは、藤井マリー 沢すみれ、真木しおり |
| 2023年        | スーパー耐久              | KsフロンティアKTMカーズ 「CATACLEAN Twins」    | 原あゆみ                                              |

## 出演

### イベント
| イベント名                         | 出演年        | 出演ブース                          | 備考・出典        |
| ---------------------------------- | ------------- | ----------------------------------- | ----------------- |
| 東京オートサロン                   | 2017年        | Pioneer carrozzeria                 | [ 共演 2 ]        |
| 東京オートサロン                   | 2018年        | Weds Sport                          | [ 注 4 ]          |
| 東京オートサロン                   | 2019年        | C-WEST GT NET GALS                  | [ 注 5 ]          |
| 東京オートサロン                   | 2022年        | BUSOU                               | [ 共演 3 ]        |
| 東京オートサロン                   | 2023年        | HW ELECTRO                          | [ 共演 4 ]        |
| 東京オートサロン                   | 2024年        | VELENO & Garage力（ガレージチカラ） | [ 共演 5 ]        |
| 東京オートサロン・クアラルンプール | 2023年        | イメージガール「J-girls」           | [ 共演 1 ]        |
| 東京ゲームショウ                   | 2016年 2018年 | Xperia                              | [ 28 ] [ 共演 6 ] |
| 東京ゲームショウ                   | 2017年        | KONAMI・ラブプラスブース            | [ 1 ]             |
| 東京モーターショー                 | 2017年        | トヨタ車体                          | [ 30 ]            |
| 東京モーターショー                 | 2019年        | いすゞ自動車                        | [ 共演 7 ]        |
| CEATEC JAPAN                       | 2016年        | Lenovo                              | [ 32 ]            |
| CP+                                | 2016年        | オリンパス                          | [ 33 ]            |
| CP+                                | 2019年        | タムロン                            | [ 34 ]            |

### テレビ
- サーキットへGO〜ドライブデート〜富士スピードウェイ編
- エンジョイボウリング
- エンジョイボルダリング

### CM
- GAORA SPORTS

### スチール・ショー
- KATHARINE ROSS
- Paradise Picnic
- Cupid Heart

### 雑誌
- 週刊プレイボーイ
- 週刊ポスト
- 景写少女
- GOLF TODAY（三栄）「GTバーディーズ」（2021年10月号 - [雑誌 4]）

### ラウンドガール
| 年     | 大会名                    | ユニット名     | 他メンバー                                                                                      | 出典   |
| ------ | ------------------------- | -------------- | ----------------------------------------------------------------------------------------------- | ------ |
| 2017年 | 西口プロレス              | 西口向上委員会 | 荒井つかさ、安藤麻貴、小越しほみ、佐崎愛里、中村比菜、 藤田香澄、吉野七宝実                     | [ 35 ] |
| 2018年 | RIZIN FIGHTING FEDERATION | RIZINガール    | 川村那月、清瀬まち、久保田杏奈、小林愛梨、寺地みのり、 永島美穂、中村比菜、七海、美沙希、南真琴 | [ 36 ] |

## 作品

### 写真集
- みたんすたいる（2019年7月8日、日労研、撮影：久住文高、編集：谷澤宋洋、企画：クイーンズメモリアル製作委員会）ISBN 978-4931562462[37][動画 1]